# Marathon Deutsche Weinstraße
Der Marathon Deutsche Weinstraße ist ein Marathon in Bockenheim, der seit 1998 alle zwei Jahre Ende März oder Anfang April stattfindet.

## Strecke
Der Lauf wird vom Landkreis Bad Dürkheim veranstaltet und von der TSG Grünstadt und dem TSV Bockenheim ausgerichtet. Seit 2002 gehört ein Halbmarathon zum Programm. 2020 fiel die Veranstaltung wegen der COVID-19-Pandemie aus, der 12. Marathon fand am 10. April 2022 statt. Start und Ziel beider Strecken ist das Haus der Deutschen Weinstraße in Bockenheim. Zunächst geht es auf der B 271 nach Süden aus dem Ort heraus, dann über Asselheim ins Zentrum von Grünstadt. Von dort geht es weiter nach Kleinkarlbach, wo sich die Wege trennen. Die Halbmarathonläufer drehen eine Schleife durch Kleinkarlbach und Sausenheim und kehren dann zum Ausgangspunkt der Strecke zurück, während den Marathonläufern der erste große Anstieg nach Bobenheim am Berg bevorsteht. Über Weisenheim am Berg und Leistadt geht es mit Blick auf die Haardt im Westen nach Bad Dürkheim. Dort geht es vorbei am Riesenfass ins Zentrum, dann durch den Kurpark und am Gradierwerk vorbei in Richtung Osten bis zur Kreuzung von B 271 und B 37. Von dort geht es nördlich der B 37 nach Ungstein. Von dort geht es weiter auf der Deutschen Weinstraße, die hier mit der B 271 identisch ist, in Richtung Norden nach Kallstadt und von dort über den zweiten großen Anstieg nach Herxheim am Berg. Über Dackenheim und Kirchheim nach Grünstadt, von wo aus die Strecke identisch mit dem Hinweg ist.
Die Strecke ist mit 495 Höhenmetern beim Marathon und 240 Höhenmetern beim Halbmarathon recht profiliert und besteht teils aus für den Verkehr völlig gesperrten Straßen, teils aus asphaltierten Rad- und Wirtschaftswegen durch die Weinberge der Region. Sie kann am Vortag kostenlos mit Bussen besichtigt werden. Wie beim Trollinger-Marathon, Ahrathon und beim Médoc-Marathon wird an der Strecke neben den üblichen Getränken für Sportler auch Wein ausgeschenkt. In Kallstadt wird Pfälzer Saumagen zum Kallstadter Saumagen genannten Riesling aus dieser Ortschaft gereicht. Im Ziel bekommt jeder Teilnehmer eine Flasche Wein. Beim Marathon 2018 erreichten 790 Läufer das Ziel.

## Statistik

### Siegerlisten

#### Männer Marathon
| Datum         | 1. Platz                   | Zeit (h) | 2. Platz            | Zeit (h) | 3. Platz            | Zeit (h) |
| ------------- | -------------------------- | -------- | ------------------- | -------- | ------------------- | -------- |
| 10. Apr. 2022 | Simon Stützel              | 2:26:54  | Jonas Lehmann       | 2:28:32  | Lennart Nies        | 2:28:40  |
| 15. Apr. 2018 | Jonas Lehmann              | 2:31:38  | Max Kirschbaum      | 2:47:13  | Markus Titgemeyer   | 2:48:47  |
| 10. Apr. 2016 | Evans Kipkorir Taiget      | 2:20:47  | Oliver Trauth       | 2:43:14  | Geordie Klein       | 2:43:21  |
| 30. März 2014 | Yonas Kinde                | 2:23:47  | Richard Chepkwony   | 2:25:01  | Marco Sturm         | 2:29:08  |
| 22. Apr. 2012 | Charles Cheruiyot Torotich | 2:27:20  | Vitaliy Yashchlik   | 2:29:33  | Hans-Jörg Dörr      | 2:43:51  |
| 18. Apr. 2010 | Frederick Cherono          | 2:25:27  | Jurij Vinogradov    | 2:34:03  | Jaroslaw Janicki    | 2:34:20  |
| 6. Apr. 2008  | Tomasz Chawawko            | 2:31:38  | Jaroslaw Janicki    | 2:31:44  | Marco Diehl         | 2:33:30  |
| 2. Apr. 2006  | Jaroslaw Janicki           | 2:37:36  | Marek Wasilewski    | 2:39:06  | Grzegorz Betkowski  | 2:42:11  |
| 4. Apr. 2004  | Vitaly Melzaev             | 2:25:25  | Marek Wasilewski    | 2:29:18  | André Bour          | 2:31:48  |
| 14. Apr. 2002 | Jacek Kasprzyk             | 2:33:02  | Christian Bauer     | 2:33:15  | Carsten Breitenbach | 2:35:55  |
| 2. Apr. 2000  | Mariusz Kamiński           | 2:28:13  | Carsten Breitenbach | 2:31:12  | Gerhard Putz        | 2:39:20  |
| 29. März 1998 | Johana Mutysia             | 2:24:44  | Zenon Szczesniak    | 2:30:51  | Erik Seedhouse      | 2:36:38  |

#### Frauen Marathon
| Datum         | 1. Platz                 | Zeit (h) | 2. Platz          | Zeit (h) | 3. Platz               | Zeit (h) |
| ------------- | ------------------------ | -------- | ----------------- | -------- | ---------------------- | -------- |
| 10. Apr. 2022 | Melanie Schröter         | 3:24:23  | Antje Müller      | 3:26:15  | Lilli Gong             | 3:28:24  |
| 15. Apr. 2018 | Sabine Schmitt           | 3:09:36  | Eva Katz          | 3:10:44  | Kerstin Hötte          | 3:15:49  |
| 10. Apr. 2016 | Emily Cheruiyot Chemutai | 2:55:49  | Heike Kohler      | 2:59:12  | Eva Katz               | 3:17:33  |
| 30. März 2014 | Prisca Kiprono           | 2:50:24  | Anne Staeves      | 3:30:34  | Andrea Groch           | 3:31:54  |
| 22. Apr. 2012 | Eve Rauschenberg         | 2:51:34  | Prisca Kiprono    | 2:53:13  | Elissa Ballas          | 2:59:40  |
| 18. Apr. 2010 | Salome Jerono Biwott     | 2:51:38  | Joanna Chmiel     | 2:57:28  | Josefa Matheis         | 3:00:56  |
| 6. Apr. 2008  | Joanna Chmiel            | 2:52:37  | Eve Rauschenberg  | 2:57:09  | Christine Blank        | 3:01:00  |
| 2. Apr. 2006  | Svetlana Ivanova         | 2:51:59  | Josefa Matheis    | 2:58:00  | Sabine Rankel          | 3:17:58  |
| 4. Apr. 2004  | Kateryna Stezenko        | 2:53:44  | Josefa Matheis    | 2:55:41  | Sabine Rankel          | 3:02:11  |
| 14. Apr. 2002 | Janina Malska            | 2:49:28  | Josefa Matheis    | 2:55:19  | Isabella Bernhard      | 2:57:14  |
| 2. Apr. 2000  | Constanze Wagner         | 2:54:51  | Sabine Rankel     | 3:03:20  | Rosa de Olmedo Bubbico | 3:04:26  |
| 29. März 1998 | Mellen Munyoro           | 2:51:41  | Johanna Karpinska | 3:03:36  | Josefa Matheis         | 3:05:56  |

#### Männer Halbmarathon
| Datum         | 1. Platz           | Zeit (h) | 2. Platz           | Zeit (h) | 3. Platz            | Zeit (h) |
| ------------- | ------------------ | -------- | ------------------ | -------- | ------------------- | -------- |
| 10. Apr. 2022 | Tom Holzmann       | 1:11:50  | Marcel Krieghoff   | 1:13:14  | Markus Wolff        | 1:15:44  |
| 15. Apr. 2018 | Michele Rossi      | 1:12:52  | Fabian Lutz        | 1:14:14  | Thomas Häusle       | 1:14:55  |
| 10. Apr. 2016 | Jonas Lehmann      | 1:09:51  | Janek Taplan       | 1:16:54  | Martin Rütze        | 1:19:25  |
| 30. März 2014 | Dickson Kurui -2-  | 1:07:38  | Jonas Lehmann      | 1:10:04  | Solomon Amdebirhan  | 1:12:27  |
| 22. Apr. 2012 | Dickson Kurui      | 1:09:33  | Matthias Hecktor   | 1:11:59  | Sebastian Harz      | 1:12:38  |
| 18. Apr. 2010 | Benjamin Kemboi    | 1:11:19  | Luca Bongiovanni   | 1:12:09  | Carsten Bresser     | 1:12:10  |
| 6. Apr. 2008  | Matthias Hecktor   | 1:11:01  | Rafael Bender      | 1:16:15  | Frank Ritter        | 1:17:24  |
| 2. Apr. 2006  | Vasiliy Remshchuk  | 1:08:48  | Abdel Tayss        | 1:12:50  | Christoph Fuhrbach  | 1:13:46  |
| 4. Apr. 2004  | Adam Galant        | 1:10:53  | Christoph Fuhrbach | 1:12:16  | Martin Musial       | 1:13:43  |
| 14. Apr. 2002 | Christoph Fuhrbach | 1:11:28  | Martin Musial      | 1:12:10  | Oliver Hasselwander | 1:15:41  |

#### Frauen Halbmarathon
| Datum         | 1. Platz           | Zeit (h) | 2. Platz              | Zeit (h) | 3. Platz            | Zeit (h) |
| ------------- | ------------------ | -------- | --------------------- | -------- | ------------------- | -------- |
| 10. Apr. 2022 | Eszter Varga       | 1:29:23  | Sophie Bitterlich     | 1:35:19  | Eva Fürst           | 1:35:31  |
| 15. Apr. 2018 | Josefa Matheis -2- | 1:29:00  | Catherine Bayer-Klier | 1:38:38  | Karin Eymael        | 1:39:28  |
| 10. Apr. 2016 | Josefa Matheis     | 1:26:36  | Sabine Rankel         | 1:32:58  | Dreama Walton       | 1:37:06  |
| 30. März 2014 | Tanja Schweickhard | 1:24:39  | Sabine Schmitt        | 1:25:59  | Stephanie Pummer    | 1:26:53  |
| 22. Apr. 2012 | Gladys Kiprotich   | 1:17:09  | Josefa Matheis        | 1:23:27  | Wioletta Uryga      | 1:25:21  |
| 18. Apr. 2010 | Veronica Cheboi    | 1:18:18  | Emily Biwott          | 1:26:50  | Sabine Rankel       | 1:27:26  |
| 6. Apr. 2008  | Susanne Brema      | 1:21:18  | Josefa Matheis        | 1:24:23  | Nadine Bucci        | 1:27:01  |
| 2. Apr. 2006  | Julija Ruban       | 1:20:44  | Sylke Schmitz         | 1:24:41  | Heike Neuburger     | 1:30:20  |
| 4. Apr. 2004  | Christine Defland  | 1:23:05  | Margret Ruppert       | 1:24:27  | Viola Kirschke-Deck | 1:25:20  |
| 14. Apr. 2002 | Viola Kirschke     | 1:24:36  | Heidi Schneider       | 1:25:44  | Ulrike Hoeltz       | 1:27:22  |